# El amor no es como lo pintan
El amor no es como lo pintan  é uma telenovela mexicana exibida pela Azteca e produzida por Juan David Burns e Elisa Salinas em 2000. 
Na época do lançamento, El amor no es como lo pintan foi apontada como plágio da novela colombiana Yo soy Betty, la fea, de 1999. Vários sites apontam semelhanças entre as duas telenovelas.
Foi protagonizada por Vanessa Acosta e Héctor Soberón com antagonização de Arturo Beristáin. Em 2003 teve uma adaptação feita em Portugal pelo canal TVI, chamada Tudo por Amor.

## Sinopse
Alicia Ramírez é uma jovem universitária que vive muito feliz com seu pai Gerardo, sua avó María Elena "Mamá Nena" e seu irmão mais novo Juanito. Além disso, ela é a melhor aluna de sua carreira. No entanto, ele tem um grande problema com que lidar, sua aparência física.
Quando Alicia decide procurar emprego em diferentes agências de publicidade, é rejeitada pelos patrões, simplesmente por ser feia, apesar de ter uma grande preparação. O mesmo acontece em Segóvia, Segóvia , onde Alberto, filho mais novo de Rolando Segóvia, dono da agência, não quer contratá-la pelo mesmo motivo. Porém, Rolando acredita que Alicia tem uma grande preparação e decide contratá-la, sem se importar com a opinião do filho.
Também aparece nesta história o filho mais velho de Rolando e irmão de Alberto, o sonhador César, que junto com Javier, seu melhor amigo, tenta ter sucesso no cinema. César usa o nome artístico de Felipe Sabatié, em homenagem ao avô materno. César é constantemente assediado pela namorada Marisela, que planeja deixar por uma jovem que conhece em um bate-papo.
César e seu amigo são fãs de cinema, por isso se autodenominam "Cinéfilo" e "Cinéfila", respectivamente, no chat. César não suspeita que o "Cinéfila" seja na verdade Alice e quando ela descobre que ele é o "Cinéfilo" teme que ele a rejeite por causa de sua aparência.
Alicia revela sua identidade a César e, embora a princípio não goste da ideia, decide dar uma chance a Alicia. Porém, ambos terão que enfrentar os males de Marisela, que planeja separá-los para ficar com César. Além disso, Alicia terá que suportar as humilhações de Alberto na agência, mas, acima de tudo, terá que lidar com a mãe de César e Alberto, a ambiciosa Dunia, que acredita que Alicia é amante de seu marido Rolando.

## Elenco
- Vanessa Acosta .... Alicia "Licha" Ramírez Campos / Desirée
- Héctor Soberón .... César Segovia / Felipe Sabatié
- Arturo Beristáin .... Gerardo Ramírez
- Rosenda Monteros .... María Elena Ramírez "Mamá Nena"
- Manuel Francisco Valdez .... Juanito Ramírez Campos
- José Loza .... Rolando Segovia
- Gina Romand .... Dunia Sabatié de Segovia
- Víctor González Reynoso .... Alberto Segovia
- Sergio Klainer .... Manuel Segovia
- Aarón Beas .... Jorge Segovia
- Eva Prado .... Silvia Segovia
- Gina Moret .... Clotilda Campos
- Vanessa Villela .... Cynthia Rico
- Rodolfo Arias .... Pablo Rico
- Elizabeth Guindi .... Martha de Rico
- Kenya Mori .... Alma de Galán
- Andrés Palacios .... Jaime Galán Valdés
- Regina Torné .... Engracia Valdés de Galán
- Miguel Couturier .... Enrique Alvarado
- Nubia Martí .... Carolina Alvarado
- Betty Monroe .... Marisela Aguilera
- Carmen del Valle .... Sonia de Aguilera
- Nur .... Susana "Susy" Oviedo
- Rodrigo Cachero .... Javier Batres
- Bárbara Eibenshutz .... Cecilia Batres
- Salvador Zerboni.... José González
- Roberto Medina .... Rafael Ávila
- Mercedes Olea .... Carmen
- Ana La Salvia .... Lena Aguilera
- Dunia Saldívar .... Nana Paquita
- René Campero .... Padre Damián
- Germán Valdés III .... Mariano
- Joanydka Mariel .... Lucía
- Enoc Leaño .... Mario
- Guillermo Murray .... Claudio
- Carlos East Jr. .... Andrés
- Pablo Azar .... Popo
- Susana Alexander .... Amiga de Dunia